# Joyce Howard
Joyce Howard (Londres, 28 de febrero de 1922– Santa Mónica (California), 23 de noviembre de 2010) fue una actriz y escritora británica.

## Biografía
Después de estudiar en Real Academia de Arte Dramático, fue descubierta por el director de cine Anthony Asquith en una obra de teatro en el Embassy Theatre de Londres. Eligió a la joven de 19 años para "Freedom Radio" (1941), y le siguieron papeles protagónicos en películas, incluyendo junto a James Mason en The Night Has Eyes y They Met in the Dark, la primera ganando sus excelentes críticas. También hizo teatro como Romeo y Julieta en el Old Vic y en Un tranvía llamado deseo. Estuvo trabajando durante la Segunda Guerra Mundial, incluso cuando los nazis estaban bombardeando la ciudad.
En 1950, después de 13 películas, se retiró de la actuación para cuidar de sus tres hijos fruto de la relación con el actor Basil Sydney. Allí empezó una segunda carrera como escritora. Escribió tres novelas muy célebres, Two Persons Singular (1960), A Private View (1961) y Going On (2000). También escribió obras de teatro como Broken Silence y que fue producida por la BBC. Después de su divorcio con Sydney, Howard se casó con el psicoanalista Joel Shor y se trasladó a California en 1964.
Aunque la pareja finalmente se separó, Howard permaneció en California. Para mantener a su familia como madre soltera, se embarcó en una tercera carrera como analista de historias para la televisión en red. Fue ascendida a ejecutiva y editora de historias en Paramount Pictures y Paramount Television, eventualmente se convirtió en responsable de la adquisición y desarrollo de propiedades.
Continuó escribiendo para televisión como las miniseries The Whiteoaks y Picasso's Painted Ladies. A petición de la viuda de Henry Miller, Howard cotejó, editó y escribió la introducción a "Cartas de Henry Miller a Hoki Tokuda Miller". (1986).

## Filmografía
| Año  | Título                 | Papel             |
| ---- | ---------------------- | ----------------- |
| 1941 | Freedom Radio          | Elly              |
| 1941 | Love on the Dole       | Helen Hawkins     |
| 1941 | The Common Touch       | Mary              |
| 1942 | Back-Room Boy          | Betty             |
| 1942 | The Night Has Eyes     | Marian Ives       |
| 1942 | Talk About Jacqueline  | June Marlow       |
| 1943 | The Gentle Sex         | Anne Lawrence     |
| 1943 | They Met in the Dark   | Laura Verity      |
| 1946 | They Knew Mr. Knight   | Freda Blake       |
| 1946 | Appointment with Crime | Carol Dane        |
| 1947 | Woman to Woman         | Nicolette Bonnet  |
| 1947 | Mrs. Fitzherbert       | Maria Fitzherbert |
| 1950 | Shadow of the Past     | Lady in Black     |